# 弘崎ゆみな
弘崎 ゆみな（ひろさき ゆみな、1992年5月7日 - ）は、日本のAV女優。LINX所属。

## 略歴・人物
山口県出身。
趣味は映画鑑賞
2020年8月にAVデビュー。
2022年9月24日に神田明神ホールで行われたAsia Pacific Collectionではセックスワーカーを代表するひとりとしてランウェイを歩く。

## 出演作品

### アダルトDVD
2020年
- 人妻湯恋旅行 136（8月28日、ゴーゴーズ）※「ことみ」名義
- ファーストクラス絶品妻ナンパ 連続イカセFUCK 生中出し 10（9月10日、ホットエンターテイメント）
- 愛しのデリヘル嬢 24 【DQN】素人売春生中出し 盗撮強制撮り下ろし 高校の音楽の先生に緊張してたんでお酒を勧めたら大変な事になってしまった件 【ガチ泥酔】（9月10日、プラム）
- 【リアル注意】 俺の嫁 File001 最近VLOGにハマってる俺の嫁がセックス中もRECしたがる件（10月19日、チキチキカマー）
- マジックミラー号ハードボイルド デカチンの先っぽ3cmだけを挿入する過激な膣ケアエクササイズで敏感な膣口を刺激され続けるとご無沙汰妻は膣奥まで欲しくなってしまうのか!?久々の快感にイキ捲る性欲爆発SEXは中出し1発だけでは終わらない!（10月22日、サディスティックヴィレッジ）
- 三ツ星しろうと即ハメ面接 話を聞きに来ただけなのに…あっという間に挿入されてました（1月7日、桃太郎映像出版）
- 顔出しMM号 美人妻限定 ザ・マジックミラー 清楚な奥様が初めてのパンスト履きっぱなしイキ潮体験! 2 濡れシミができるほどパンストの中で手マンされ連続イキ漏らししたご無沙汰オマ○コに旦那よりも大きいデカチン挿入!! in池袋（11月7日、ディープス）※「かおり」名義
- 「どのお姉ちゃんのおっぱいが好き?」 『私とエッチしよ!』 『ダメ私が先!』 巨乳過ぎる親戚のお姉ちゃんたちが自慢のおっぱいで童貞のボクを誘惑!童貞チ○ポを奪い合う仁義なきバトル勃発!（11月7日、Hunter）
- 毎朝乗るエレベーターが乗ってる最中にまさかの故障で緊急停止!しかも男はボク1人!（11月19日、Hunter）
- 終わらない杭打ちピストンフェラチオ 2（11月25日、SEX Agent）
- ヨガ教室に通う奥様がクリトリス直撃の激震マシンを当てたイキガマン・スクワット! 久しぶりの快感に耐え切れず痙攣アクメ潮!敏感になった発情オマ○コは連続中出しも拒めない!!（11月26日、サディスティックヴィレッジ）
- 『ヤメテ!お願い!もう抜いて!!何回私の中でイケば気が済むの!?』 絶倫童貞少年はイってもイってもイキ止まらず何度も超優しい義母に中出し!（12月2日、Hunter）
- 『えっ透けてる?』 『恥ずかしい…』 突然のゲリラ豪雨でブラウスがビショビショでスケスケになった美人女子社員と社内でふたりきりでドッキドキ!（12月7日、Hunter）
- 不倫依存症絶倫妻(28歳)の果てしない性欲 ドM変態（12月13日、バルタン）
- 王様ゲームで乱交しまくり! 若妻だらけの町内会は誘惑だらけ! 王様ゲームをやりたがるドスケベ若妻がハメを外し過ぎてまさかのハーレム大乱交! 2（12月19日、Hunter）
- 奥さん、一緒に飲みませんか? 人妻にお酒とザーメン飲ませてみました @新宿 地方の人妻限定 巨大バスターミナル前で訳アリ人妻をナンパしてみた 7（12月26日、ビッグモーカル）
- ゴーゴーズ人妻(リモート)忘年会 〜欲望の蜜宴2020〜 Side.B（12月31日、ゴーゴーズ）
- ゴーゴーズ人妻(リモート)リモート忘年会 〜欲望の蜜宴2020〜 Special edition（12月31日、ゴーゴーズ）

2021年
- 一般男女モニタリングAV 職場の同僚ドッキリ企画 出張先のビジネスホテルで憧れの女先輩と後輩男子が2人っきりでまさかまさかの相部屋宿泊! 次々と巻き起こるエッチなハプニングで急接近した同じ職場の男女が会社に内緒の生ハメセックス! 5 翌日の仕事も忘れ没頭のけぞりイキした2人は中出しまでしてしまうのか（1月7日、ディープス）※「まふゆ」名義
- 鍼灸院すどう盗撮り下ろし 4（1月8日、プラム）

### VR
- 【実話再現VR】 オナ電相手を自宅に呼んでリアルセフレになるVR（2020年12月18日、CASANOVA）

### ネット配信
2020年
- 【初撮り】【立っていられない..】【揺れる美乳】赤面しながらも感じてしまう、欲求不満美女。M気質を悟られた彼女は、表情を蕩けさせて.. ネットでAV応募→AV体験撮影 1288（7月16日、シロウトTV）※「ゆみな」名義
- 【旦那への仕返しのつもりで…】今からこの人妻とハメ撮りします。10 at 埼玉県川口市 旦那に女の影!私のことは構ってくれないのに…!愛と性に飢えた寂しさを埋めてほしくてAV出演!イチャラブ不倫SEXで彼女の目はすっかりハートに♪（7月30日、KANBi）※「ゆみな」名義
- No.1049 小倉由美奈（8月13日、舞ワイフ）※「小倉由美奈」名義
- ゆみなさん（10月2日、サディスティックヴィレッジ）※「ゆみな」名義
- No.1068 小倉由美奈（10月20日、舞ワイフ）※「小倉由美奈」名義
- ゆみな（10月24日、やり狂う!スケベなセフレ達）※「ゆみな」名義
- ラグジュTV 1328 【美人妻の秘め事…】上品でお淑やかな人妻が豹変!「イかせてください」と涙目で懇願!次第に欲望に正直になった淫熟ボディは本能のまま巨根の刺激を貪り乱れまくる!（11月18日、ラグジュTV）※「伊藤真理子」名義
- ゆみなさん（11月18日、素人参加バラエティ）※「ゆみな」名義